# Élections municipales sud-africaines de 2021
Les élections municipales sud-africaines de 2021 ont lieu le 1er novembre 2021 sur tout le territoire de l'Afrique du Sud afin d'élire les membres des 278 municipalités du pays, répartis en conseils municipaux, conseils métropolitains et districts municipaux. Les nouveaux élus auront notamment la tâche d'élire les maires, chefs des exécutifs locaux, ainsi que les présidents des conseils municipaux.

## Contexte
Le Congrès national africain (ANC) gouverne la majorité des 44 districts et des 226 municipalités locales d'Afrique du Sud ainsi que cinq des huit municipalités métropolitaines du pays (Mangaung, Ekurhuleni, eThekwini, Buffalo City, Johannesburg).
L'Alliance démocratique (DA), majoritaire dans la province du Cap-Occidental, gouverne, seule ou en coalition, la majorité des conseils municipaux de cette province dont la municipalité métropolitaine du Cap, George, Swellendam, Mossel Bay, Stellenbosch, Overstrand, Drakenstein. Elle dirige également les métropoles comprenant Pretoria (Tshwane) dans le Gauteng et Port Elizabeth (Nelson Mandela Bay) dans le Cap-Oriental ainsi que les municipalités de Midvaal (dans le Gauteng) et de Mookgophong/Modimolle dans le Limpopo. Lors des élections de 2016, elle avait également remporté les municipalités de Johannesburg et de Mogale City grâce à des alliances post-électorales mais avait ensuite été évincé de la direction de ces municipalités au profit de l'ANC.
Ces élections sont marquées par l'émergence de deux nouveaux partis centristes, fondés par des anciens élus de l'Alliance démocratique. Le premier, ActionSA, a été créé par Herman Mashaba, qui avait été élu maire de Johannesburg en 2016 sous l'étiquette de la DA. Ses résultats sont particulièrement attendus dans les provinces du Gauteng et du Kwazulu-Natal. La seconde nouvelle formation politique notable est Good, un parti créé en 2018 par Patricia de Lille, ancienne maire DA du Cap et ministre du gouvernement Ramaphosa. Le parti se présente dans mille wards et dans 45 municipalités. Ses résultats sont particulièrement scrutés dans la province du Cap-Occidental où il pourrait prendre de nombreuses voix à la DA, particulièrement au sein de la communauté coloured majoritaire, et se positionner en faiseur de rois au profit de l'ANC.
Au total, vingt-huit partis politiques se sont enregistrés auprès de la commission électorale afin de participer aux élections municipales de 2021.

## Système électoral
Depuis 2000 et la mise en œuvre de la réforme des gouvernements locaux, il existe trois types de municipalités : 
- les métropoles : elles sont au nombre de huit (Le Cap, Johannesburg, Nelson Mandela Bay, Tshwane, eThekwini, Mangaung, Ekurhuleni et Buffalo City) ;
- les districts : il y en a quarante-quatre divisés en municipalités locales ;
- les municipalités locales. Depuis 2016, il y a 205 municipalités locales en Afrique du Sud.

Les conseils municipaux des métropoles et des municipalités locales sont élus selon un système de représentation proportionnelle mixte : la moitié des sièges est élue au scrutin uninominal majoritaire à un tour par circonscription (ward) et l'autre moitié des sièges attribué selon le système de la représentation proportionnelle.
Dans les districts, les sièges sont attribués en partie au scrutin proportionnel et en partie nommés par les conseils municipaux des municipalités locales concernées.

### Campagne électorale
Le 21 avril 2021, le président Cyril Ramaphosa avait annoncé que les élections auront lieu le mercredi 27 octobre 2021. Il avait été évoqué que les élections soient reportées en 2022 mais finalement la ministre Nkosazana Dlamini-Zuma a annoncé le 9 septembre 2021 que les élections auront lieu le 1er novembre.
Le début de la campagne électorale est marqué par la mort accidentelle du maire de Johannesburg (intronisé un mois plus tôt par l'ANC).
La question de l’accès aux services de première nécessité a fortement préoccupé la population pendant la campagne. Les pouvoirs publics allouent bien trop peu de budget aux réparations et à la maintenance des infrastructures, ce qui, en vingt ans, a généré une stagnation voire une régression de l’accès à l’eau et à l’électricité, du ramassage des déchets, ou de la possession de toilettes. Le General Household Survey (GHS) de 2019 indique ainsi que seuls 58,8 % des ménages profitent d’un ramassage des déchets hebdomadaire. De plus, si 85 % des ménages ont accès à l’électricité et 88 % à l’eau courante, seuls 44,9 % y ont accès à l’intérieur de leur logement. Enfin, en raison de réseaux défaillants, les coupures d’eau et d’électricité sont fréquentes dans le pays.
La pauvreté et les inégalités sont encore très élevées. Plus de la moitié des municipalités indiquent que plus de 50 % des ménages vivent dans la pauvreté.

### Sondages
| Partis politiques | Echantillon | ANC | DA    | EFF    | ActionSA | ACDP   | IFP   | FF+   |       |       |
| ----------------- | ----------- | --- | ----- | ------ | -------- | ------ | ----- | ----- | ----- | ----- |
| Partis politiques | Echantillon |     | 1,501 | 49,3 % | 17,9 %   | 14,5 % | 1,5 % | 1,5 % | 1,4 % | 1,2 % |

## Résultats nationaux

### Résultats détaillés par partis
| Parti                                                  | Ward (circonscription) | %       | Vote proportionnel | %       | Ward + Proportionnel | %       | Conseil de district | %       | Total      | %       | Résultat en 2016 | Gain/perte |
| ------------------------------------------------------ | ---------------------- | ------- | ------------------ | ------- | -------------------- | ------- | ------------------- | ------- | ---------- | ------- | ---------------- | ---------- |
| ANC                                                    | 5 291 101              | 45,06 % | 5 402 792          | 46.12 % | 10 693 893           | 45,59 % | 3 838 015           | 53,84 % | 14 531 908 | 47,52 % | 55,65%           | 8,13%      |
| DA                                                     | 2 527 862              | 21,53 % | 2 543 764          | 21,72 % | 5 071 626            | 21,62 % | 995 803             | 13,97 % | 6 067 429  | 19,84 % | 24,57%           | 5,27 %     |
| EFF                                                    | 1 193 985              | 10,17 % | 1 225 445          | 10,46 % | 2 419 430            | 10,32 % | 804 398             | 11,28 % | 3 223 828  | 10,54 % | 8,31 %           | 2,23 %     |
| Inkatha                                                | 638 963                | 5,44 %  | 685 942            | 5,86 %  | 1 324 905            | 5,65 %  | 591 265             | 8,29 %  | 1 916 170  | 6,27 %  | 4,73 %           | 1,54 %     |
| FF+                                                    | 276 136                | 2,35 %  | 273 213            | 2,33 %  | 549 349              | 2,34 %  | 161 056             | 2,26 %  | 710 405    | 2,32 %  | 0,80%            | 1,50 %     |
| ActionSA                                               | 241 735                | 2,06 %  | 306 127            | 2,61%   | 547 862              | 2,34%   | 8 816               | 0,12%   | 556 678    | 1,82%   | –                | 1,82%      |
| Patriotic Alliance                                     | 111 811                | 0,95 %  | 114 736            | 0,98 %  | 226 547              | 0,97 %  | 38 401              | 0,54 %  | 264 948    | 0,87 %  |                  |            |
| ACDP                                                   | 92 232                 | 0,79 %  | 93 161             | 0,80 %  | 185 393              | 0,79 %  | 32 234              | 0,45 %  | 217 627    | 0,71 %  | 0,39 %           | 0,32       |
| African Transformation Movement                        | 63 531                 | 0,54 %  | 70 874             | 0,61 %  | 134 405              | 0,57 %  | 55 509              | 0,78 %  | 189 914    | 0,62 %  | -                | 0,62 %     |
| Good                                                   | 75 937                 | 0,65 %  | 74 144             | 0,63 %  | 150 081              | 0,64 %  | 35 186              | 0,49 %  | 185 267    | 0,61 %  | –                | 0,61 %     |
| National Freedom Party                                 | 56 950                 | 0,49 %  | 61 074             | 0,52 %  | 118 024              | 0,50 %  | 52 592              | 0,74 %  | 170 616    | 0,56 %  |                  |            |
| UDM                                                    | 50 902                 | 0,43 %  | 60 303             | 0,51 %  | 111 205              | 0,47 %  | 46 508              | 0,65 %  | 157 713    | 0,52 %  | 0,62 %           | 0,10 %     |
| African Independent Congress                           | 42 426                 | 0,36 %  | 72 972             | 0,62 %  | 115 398              | 0,49 %  | 31 244              | 0,44 %  | 146 642    | 0,48 %  | 0,87 %           | 0,39 %     |
| Forum for Service Delivery                             | 23 585                 | 0,20 %  | 29 573             | 0,25 %  | 53 158               | 0,23 %  | 28 798              | 0,40 %  | 81 956     | 0,27 %  | 0,23 %           | 0,04 %     |
| PAC                                                    | 24 021                 | 0,20 %  | 32 302             | 0,28 %  | 56 323               | 0,24 %  | 12 613              | 0,18 %  | 68 936     | 0,23 %  | 0,19 %           | 0,04 %     |
| Mapsixteen Civic Movement                              | 22 970                 | 0,20 %  | 22 627             | 0,19 %  | 45 597               | 0,19 %  | 22 905              | 0,32 %  | 68 502     | 0,22 %  | –                |            |
| COPE                                                   | 21 012                 | 0,18 %  | 26 497             | 0,23 %  | 47 509               | 0,20 %  | 15 047              | 0,21 %  | 62 556     | 0,20 %  | 0,48 %           | 0,28 %     |
| Al Jama-ah                                             | 29 393                 | 0,25 %  | 25 914             | 0,22 %  | 55 307               | 0,24 %  | 5 882               | 0,08 %  | 61 189     | 0,20 %  | 0,10 %           | 0,10 %     |
| African People's Convention                            | 23 416                 | 0,20 %  | 21 270             | 0,18 %  | 44 686               | 0,19 %  | 14 294              | 0,20 %  | 58 980     | 0,19 %  | 0,22%            | 0,03 %     |
| Independent South African National Civic Organisation  | 12 164                 | 0,10 %  | 17 060             | 0,15 %  | 29 224               | 0,12 %  | 17 556              | 0,25 %  | 46 780     | 0,15 %  |                  |            |
| African People's Movement                              | 14 028                 | 0,12 %  | 13 317             | 0,11 %  | 27 345               | 0,12 %  | 12 661              | 0,18 %  | 40 006     | 0,13 %  |                  |            |
| Defenders of the People                                | 13 976                 | 0,12 %  | 13 542             | 0,12 %  | 27 518               | 0,12 %  | 4 176               | 0,06 %  | 31 694     | 0,10 %  |                  |            |
| United Independent Movement                            | 14 315                 | 0,12 %  | 13 542             | 0,12 %  | 30 405               | 0,13 %  | 1 038               | 0,01 %  | 31 443     | 0,10 %  |                  |            |
| Independent Civic Organisation of South Africa (ICOSA) | 10 600                 | 0,09 %  | 10 673             | 0,09 %  | 21 273               | 0,09 %  | 9 775               | 0.14 %  | 31 048     | 0,10 %  | 0,11%            | 0.01 %     |
| Tsogang Civic Movement                                 | 9 095                  | 0,08 %  | 9 842              | 0,08 %  | 18 937               | 0,08 %  | 9 677               | 0,14 %  | 28 614     | 0,09 %  |                  |            |
| Team Sugar South Africa                                | 8 896                  | 0,08 %  | 9 365              | 0,08 %  | 18 261               | 0,08 %  | 9 461               | 0,13 %  | 27 722     | 0,09 %  |                  |            |
| Justice and Employment Party                           | 7 703                  | 0,07 %  | 9 634              | 0,08 %  | 17 337               | 0,07 %  | 7 906               | 0,11 %  | 25 243     | 0,08 %  |                  |            |
| UCDP                                                   | 7 862                  | 0,07 %  | 10 885             | 0,09 %  | 18 747               | 0,08 %  | 7 636               | 0,11 %  | 26 383     | 0,09 %  | 0,07 %           | 0,02 %     |
| Africa Restoration Alliance                            | 12 777                 | 0,11 %  | 9 999              | 0,09 %  | 22 776               | 0,10 %  | 3 264               | 0,05 %  | 26 040     | 0,09 %  |                  |            |
| Plaaslike Besorgde Inwoners                            | 6 631                  | 0,06 %  | 6 486              | 0,06 %  | 13 117               | 0,06 %  | 6 446               | 0,09 %  | 19 563     | 0,06 %  |                  |            |
| AZAPO                                                  | 6 720                  | 0,06 %  | 6 853              | 0,06 %  | 13 573               | 0,06 %  | 4 171               | 0,06 %  | 17 744     | 0,06 %  | 0,07 %           | 0,01 %     |
| Independent Alliance                                   | 6 571                  | 0,06 %  | 6 545              | 0,06 %  | 13 116               | 0,06 %  | 5 891               | 0.08 %  | 19 007     | 0,06 %  |                  |            |
| Cape Independence Party                                | 7 616                  | 0,06 %  | 7 448              | 0,06 %  | 15 064               | 0,06 %  | 2 817               | 0.04 %  | 17 881     | 0,06 %  |                  |            |
| Setsoto Service Delivery Forum                         | 5 597                  | 0,06 %  | 5 542              | 0,06 %  | 11 139               | 0,05 %  | 5 605               | 0,08 %  | 16 744     | 0.05 %  |                  |            |
| Namakwa Civic Movement                                 | 4 909                  | 0,04 %  | 5 159              | 0,04 %  | 10 068               | 0,04 %  | 5 093               | 0,07 %  | 15 161     | 0.05 %  |                  |            |
| Indépendants                                           | 405 847                | 3,46 %  | N/A                | N/A     | 405 847              | 1,73 %  | N/A                 | N/A     | 405 847    | 1,33 %  | 0,89 %           | 0,44 %     |
| Total                                                  | 11 741 055             | 100 %   | 11 714 127         | 100 %   | 23 455 182           | 100 %   | 7 128 139           | 100 %   | 30 583 321 | 100 %   | 38 524 059       | 7 940 738  |

### Nombre de sièges par parti
| Parti        | Nombre de sièges |
| ------------ | ---------------- |
| ANC          | 4 545            |
| DA           | 1 484            |
| IFP          | 544              |
| EFF          | 980              |
| ICOSA (en)   | 8                |
| VF PLUS      | 220              |
| ACTIONSA     | 90               |
| PA (en)      | 74               |
| ATM          | 53               |
| UDM          | 51               |
| Indépendants | 51               |
| Autres       | 619              |
| Total        | 8719             |

## Résultats en sièges par province
Dans les tableaux ci-dessous, la couleur bleue indique les municipalités remportées en majorité absolue des sièges par la DA, la couleur verte  celles remportées par l'ANC, la couleur rouge celles remportées par l'Inkatha Freedom Party (IFP) et le gris indique celles où aucun parti n'a de majorité absolue en sièges au conseil municipal.
Dans le cas où des coalitions sont nécessaires pour gouverner la municipalité, ces mêmes couleurs en plus claires indiquent dans les deux dernières colonnes le parti dominant au sein de l'ancienne et de la nouvelle majorité (le bleu clair pour la DA, le vert clair pour l'ANC et le rouge clair pour l'IFP). Enfin, deux couleurs dont le gris cohabitent dans la dernière colonne dans les municipalités où les alliances conclues pour former une majorité municipale sont dépendantes de la bonne coopération d'un parti tiers.

### Cap-occidental

#### Métropole
La DA remporte une nouvelle fois la métropole du Cap à la majorité absolue des voix.
| Métropole        | Métropole | Métropole | Métropole                    | Métropole | Métropole | Métropole | Métropole | Métropole | Métropole         | Métropole         |
| Municipalité     | ACDP      | ANC       | Congrès des Coloureds du Cap | DA        | EFF       | Good      | Autres    | Total     | Majorité sortante | Nouvelle majorité |
| ---------------- | --------- | --------- | ---------------------------- | --------- | --------- | --------- | --------- | --------- | ----------------- | ----------------- |
| Métropole du Cap | 6         | 43        | 7                            | 135       | 10        | 9         | 34        | 231       | DA                | DA                |

#### Districts
La DA remporte la majorité absolue des sièges dans huit des vingt-quatre municipalités de la province.
| Districts                            | Municipalités locales (principales villes) | ANC | DA | EFF | FF+ | Good | PA | Autres | Total                      | Majorité sortante                   | Nouvelle majorité        |
| ------------------------------------ | ------------------------------------------ | --- | -- | --- | --- | ---- | -- | ------ | -------------------------- | ----------------------------------- | ------------------------ |
| Cape Winelands                       | Cape Winelands                             |     |    |     |     |      |    |        | 41                         | DA                                  | DA                       |
|                                      | Breede Valley (Worcester)                  | 10  | 19 | 2   | 2   | 2    | 1  | 5      | 41                         | DA                                  | DA-ACDP-FF+              |
| Drakenstein (Paarl, Wellington)      | 13                                         | 36  | 1  | 3   | 4   | 1    | 7  | 65     | DA                         | DA                                  |                          |
| Langeberg (Robertson, Montagu)       | 6                                          | 10  | 1  | 3   | 1   | 1    | 2  | 23     | DA                         | Coalition DA-FF+                    |                          |
| Stellenbosch                         | 8                                          | 28  | 2  | 1   | 3   | 1    | 2  | 43     | DA                         | DA                                  |                          |
| Witzenberg (Ceres, Tulbagh)          | 7                                          | 8   | 1  | 1   | 2   | 1    | 3  | 23     | Coalition DA-COPE          | Coalition DA-Good-WP-FF+            |                          |
| Central Karoo                        | Central Karoo                              |     |    |     |     |      |    |        | 13                         | Coalition ANC-KGP                   | Coalition PA-ANC-KDF-KGP |
|                                      | Beaufort West                              | 4   | 4  | 0   | 0   | 1    | 3  | 1      | 13                         | Coalition ANC-KDF                   | PA-ANC-KDF               |
| Laingsburg                           | 2                                          | 3   | 0  | 0   | 0   | 1    | 1  | 7      | Coalition ANC-KOP          | Coalition ANC, PA et KDF.           |                          |
| Prince Albert                        | 1                                          | 3   | 0  | 0   | 0   | 1    | 2  | 7      | Coalition KGP-ANC          | ANC-KGP                             |                          |
| Garden Route                         | Garden Route                               | 11  | 16 |     | 2   | 2    |    | 4      | 35                         | DA                                  | Coalition DA-FF+         |
|                                      | Bitou (Plettenberg Bay)                    | 4   | 5  | 0   | 0   | 0    | 1  | 3      | 13                         | Coalition ANC-AUF                   | Coalition DA-AUF-PDC     |
| George                               | 10                                         | 26  | 2  | 4   | 6   | 1    | 6  | 55     | DA                         | Coalition DA-ACDP-FF+               |                          |
| Hessequa (Riversdale, Heidelberg)    | 6                                          | 9   | 0  | 1   | 0   | 1    | 0  | 17     | Coalition DA-FF+           | DA                                  |                          |
| Kannaland (Ladismith, Calitzdorp)    | 2                                          | 1   | 0  | 0   | 0   | 0    | 4  | 7      | Alliance informelle DA-ANC | ANC-ICOSA,                          |                          |
| Knysna                               | 7                                          | 8   | 1  | 0   | 0   | 2    | 3  | 21     | coalition ANC-COPE         | Coalition minoritaire DA-KIM        |                          |
| Mossel Bay                           | 5                                          | 19  | 0  | 2   | 0   | 1    | 2  | 29     | DA                         | DA                                  |                          |
| Oudtshoorn                           | 8                                          | 7   | 0  | 3   | 1   | 1    | 5  | 25     | ANC-ICOSA                  | coalition minoritaire ANC-ICOSA-OGI |                          |
| Overberg                             | Overberg                                   |     |    |     |     |      |    |        | 21                         | DA                                  | DA                       |
|                                      | Cape Agulhas (Bredasdorp)                  | 3   | 5  | 0   | 1   | 0    | 0  | 2      | 11                         | DA                                  | Coalition DA-FF+         |
| Overstrand (Gansbaai, Hermanus)      | 4                                          | 17  | 1  | 2   | 0   | 0    | 3  | 27     | DA                         | DA                                  |                          |
| Swellendam                           | 4                                          | 6   | 0  | 1   | 0   | 0    | 0  | 11     | DA                         | DA                                  |                          |
| Theewaterskloof (Caledon,Grabouw)    | 9                                          | 11  | 1  | 1   | 3   | 2    | 1  | 27     | DA                         | PA-ANC-Good                         |                          |
| West Coast                           | West Coast                                 |     |    |     |     |      |    |        | 25                         | DA                                  | DA                       |
|                                      | Bergrivier (Piketberg)                     | 3   | 8  | 0   | 0   | 1    | 1  | 0      | 13                         | DA                                  | DA                       |
| Cederberg (Clanwilliam)              | 4                                          | 2   | 0  | 1   | 0   | 1    | 3  | 11     | ANC ,                      | Coalition CFR-DA-FF+                |                          |
| Matzikama (Vredendal)                | 4                                          | 6   | 1  | 1   | 1   | 2    | 0  | 15     | coalition ANC-UD           | Coalition minoritaire DA-FF+        |                          |
| Saldanha Bay (Vredenburg)            | 6                                          | 13  | 1  | 1   | 4   | 1    | 1  | 27     | DA                         | Coalition DA-FF+                    |                          |
| Swartland (Malmesbury, Riebeek West) | 5                                          | 14  | 1  | 2   | 1   | 0    | 0  | 23     | DA                         | DA                                  |                          |

### Cap-Nord
L'ANC remporte la majorité absolue des sièges dans seize des vingt-six municipalités de la province.
| Districts                                    | Municipalités locales (principales villes) | ANC | DA | EFF | Autres | Total             | Majorité sortante          | Nouvelle majorité      |
| -------------------------------------------- | ------------------------------------------ | --- | -- | --- | ------ | ----------------- | -------------------------- | ---------------------- |
| Frances Baard                                | Frances Baard                              |     |    |     |        |                   | ANC                        | ANC                    |
|                                              | Sol Plaatje (Kimberley)                    | 33  | 14 | 6   | 12     | 65                | ANC                        | ANC                    |
| Dikgatlong                                   | 8                                          | 1   | 3  | 3   | 15     | ANC               | ANC                        |                        |
| Magareng                                     | 6                                          | 2   | 2  | 1   | 11     | ANC               | ANC                        |                        |
| Phokwane                                     | 10                                         | 2   | 4  | 3   | 19     | ANC               | ANC                        |                        |
| John Taolo Gaetsewe                          | John Taolo Gaetsewe                        |     |    |     |        |                   | ANC                        | ANC                    |
|                                              | Joe Morolong                               | 18  | 1  | 8   | 2      | 29                | ANC                        | ANC                    |
| Ga-Segonyana (Kuruman)                       | 17                                         | 3   | 7  | 2   | 29     | ANC               | ANC                        |                        |
| Gamagara                                     | 7                                          | 5   | 1  | 2   | 13     | ANC               | ANC minoritaire            |                        |
| Namakwa                                      | Namakwa                                    |     |    |     |        |                   | ANC                        | ANC                    |
|                                              | Richtersveld (Port Nolloth, Alexander Bay) | 6   | 3  | 1   | 1      | 11                | ANC                        | ANC                    |
| Nama Khoi (Springbok)                        | 7                                          | 5   | 0  | 5   | 17     | Coalition ANC-KSR | Coalition NCM-DA           |                        |
| Kamiesberg                                   | 6                                          | 3   | 0  | 2   | 11     | ANC               | ANC                        |                        |
| Hantam (Loeriesfontein, Calvinia, Brandvlei) | 6                                          | 4   | 0  | 3   | 13     | ANC               | ANC                        |                        |
| Karoo Hoogland (Fraserburg, Sutherland)      | 5                                          | 3   | 0  | 3   | 11     | ANC               | Coalition ANC-PA           |                        |
| Khâi-Ma (Onseepkans, Aggeneys, Pella)        | 6                                          | 1   | 1  | 3   | 11     | ANC               | ANC                        |                        |
| Pixley ka Seme                               | Pixley ka Seme                             |     |    |     |        |                   | ANC                        | ANC                    |
|                                              | Ubuntu (Victoria West, Richmond )          | 7   | 3  | 0   | 1      | 11                | Coalition ANC-indépendants | ANC                    |
| Umsobomvu (Colesberg)                        | 7                                          | 2   | 0  | 4   | 13     | ANC               | ANC                        |                        |
| Emthanjeni (De Aar)                          | 9                                          | 4   | 1  | 1   | 15     | ANC               | ANC                        |                        |
| Kareeberg                                    | 5                                          | 2   | 2  | 2   | 11     | ANC               | LCM                        |                        |
| Renosterberg (Petrusville)                   | 5                                          | 3   | 1  | 0   | 9      | ANC               | ANC                        |                        |
| Thembelihle (Orania, Hopetown, Strydenburg)  | 5                                          | 1   | 3  | 2   | 11     | ANC               | EFF minoritaire            |                        |
| Siyathemba (Prieska)                         | 5                                          | 2   | 0  | 4   | 11     | ANC               | SCM minoritaire            |                        |
| Siyancuma                                    | 6                                          | 3   | 1  | 3   | 13     | ANC               | à déterminer               |                        |
| ZF Mgcawu                                    | ZF Mgcawu                                  |     |    |     |        |                   | ANC                        | ANC-Khoisan Revolution |
|                                              | Kai !Garib (Kakamas)                       | 10  | 3  | 1   | 5      | 19                | ANC                        | ANC                    |
| !Kheis                                       | 5                                          | 2   | 1  | 3   | 11     | ANC               | DA                         |                        |
| Tsantsabane (Postmasburg)                    | 7                                          | 2   | 2  | 2   | 13     | ANC               | ANC                        |                        |
| Kgatelopele                                  | 5                                          | 2   | 1  | 3   | 11     | Coalition ANC-KCF | Coalition ANC-PA           |                        |
| Dawid Kruiper (Upington)                     | 18                                         | 12  | 1  | 2   | 33     | ANC               | ANC                        |                        |

### Cap-oriental

#### Municipalité métropolitaines
| Métropole          | Métropole | Métropole | Métropole | Métropole | Métropole | Métropole         | Métropole                                |
| Municipalité       | ANC       | DA        | EFF       | Autres    | Total     | Majorité sortante | Nouvelle majorité                        |
| ------------------ | --------- | --------- | --------- | --------- | --------- | ----------------- | ---------------------------------------- |
| Buffalo City       | 61        | 20        | 13        | 6         | 100       | ANC               | ANC                                      |
| Nelson Mandela Bay | 48        | 48        | 8         | 16        | 120       | Coalition DA-UDM  | Coalition ANC-PA-GOOD-AIM-UDM-DOP-NA-PAC |

##### Districts
L'ANC contrôle vingt-huit des trente et une municipalités de la province à la majorité absolue des sièges 
| Districts                 | Municipalités locales | ANC | DA | EFF | Autres | Total | Majorité sortante | Nouvelle majorité    |
| ------------------------- | --------------------- | --- | -- | --- | ------ | ----- | ----------------- | -------------------- |
| Sarah Baartman            | Sarah Baartman        |     |    |     |        |       | ANC               | ANC                  |
|                           | Dr Beyers Naudé       | 11  | 10 | 1   | 2      | 24    | ANC               | Coalition DA-CSA-FF+ |
| Blue Crane Route          | 6                     | 4   | 1  | 0   | 11     | ANC   | ANC               |                      |
| Makana                    | 14                    | 5   | 2  | 6   | 27     | ANC   | ANC               |                      |
| Ndlambe                   | 11                    | 6   | 3  | 0   | 20     | ANC   | ANC               |                      |
| Sunday's River Valley     | 10                    | 4   | 1  | 1   | 16     | ANC   | ANC               |                      |
| Kouga                     | 11                    | 16  | 1  | 2   | 29     | DA    | DA                |                      |
| Kou-Kamma                 | 6                     | 3   | 0  | 3   | 12     | ANC   | ANC               |                      |
| Amathole                  | Amathole              |     |    |     |        |       | ANC               | ANC                  |
|                           | Mbhashe               | 45  | 1  | 4   | 13     | 63    | ANC               | ANC                  |
| Mnquma                    | 45                    | 1   | 5  | 12  | 62     | ANC   | ANC               |                      |
| Great Kei                 | 9                     | 3   | 1  | 0   | 13     | ANC   | ANC               |                      |
| Amahlathi                 | 23                    | 3   | 2  | 2   | 30     | ANC   | ANC               |                      |
| Ngqushwa                  | 18                    | 1   | 3  | 1   | 23     | ANC   | ANC               |                      |
| Raymond Mhlaba            | 33                    | 3   | 3  | 3   | 46     | ANC   | ANC               |                      |
| Chris Hani                | Chris Hani            |     |    |     |        |       | ANC               | ANC                  |
|                           | Inxuba Yethemba       | 10  | 7  | 0   | 1      | 18    | ANC               | ANC                  |
| Intsika Yethu             | 35                    | 1   | 4  | 2   | 42     | ANC   | ANC               |                      |
| Emalahleni                | 28                    | 2   | 2  | 2   | 34     | ANC   | ANC               |                      |
| Engcobo                   | 32                    | 1   | 2  | 4   | 39     | ANC   | ANC               |                      |
| Sakhisizwe                | 13                    | 2   | 1  | 1   | 17     | ANC   | ANC               |                      |
| Enoch Mgijima             | 44                    | 7   | 6  | 10  | 68     | ANC   | ANC               |                      |
| Joe Gqabi                 | Joe Gqabi             |     |    |     |        |       | ANC               | ANC                  |
|                           | Elundini              | 28  | 1  | 2   | 3      | 34    | ANC               | ANC                  |
| Senqu                     | 25                    | 1   | 4  | 4   | 34     | ANC   | ANC               |                      |
| Walter Sisulu             | 12                    | 5   | 3  | 2   | 22     | ANC   | ANC               |                      |
| OR Tambo                  | OR Tambo              |     |    |     |        |       | ANC               | ANC                  |
|                           | Ingquza Hill          | 46  | 2  | 6   | 6      | 63    | ANC               | ANC                  |
| Port St. Johns            | 31                    | 1   | 3  | 4   | 39     | ANC   | ANC               |                      |
| Nyandeni                  | 51                    | 1   | 4  | 8   | 63     | ANC   | ANC               |                      |
| Mhlontlo                  | 40                    | 1   | 3  | 7   | 51     | ANC   | ANC               |                      |
| King Sabata Dalindyebo    |                       |     |    |     | 72     | ANC   | ANC               |                      |
| Alfred Nzo                | Alfred Nzo            |     |    |     |        |       | ANC               | ANC                  |
|                           | Matatiele             | 40  | 3  | 7   | 4      | 51    | ANC               | ANC                  |
| Umzimvubu                 | 42                    | 2   | 6  | 5   | 53     | ANC   | ANC               |                      |
| Winnie Madikizela-Mandela | 48                    | 1   | 4  | 11  | 62     | ANC   | ANC               |                      |
| Ntabankulu                | 31                    | 1   | 4  | 2   | 38     | ANC   | ANC               |                      |

### État-Libre

#### Métropoles
| Métropoles              | Métropoles | Métropoles | Métropoles | Métropoles | Métropoles | Métropoles | Métropoles        | Métropoles        |
| Municipalité            | ANC        | DA         | EFF        | FF+        | Autres     | Total      | Ancienne majorité | Nouvelle majorité |
| ----------------------- | ---------- | ---------- | ---------- | ---------- | ---------- | ---------- | ----------------- | ----------------- |
| Mangaung (Bloemfontein) | 51         | 26         | 12         | 5          | 7          | 100        | ANC               | ANC               |

#### Districts
L'ANC remporte quatorze des dix-huit municipalités à la majorité absolue des sièges.
| Districts                                 | Municipalités locales (Villes principales)                              | ANC | DA | EFF | FF+ | Autres | Total                       | Ancienne majorité                               | Nouvelle majorité                                                  |
| ----------------------------------------- | ----------------------------------------------------------------------- | --- | -- | --- | --- | ------ | --------------------------- | ----------------------------------------------- | ------------------------------------------------------------------ |
| Fezile Dabi                               | Fezile Dabi                                                             |     |    |     |     |        |                             | ANC                                             | DA minoritaire                                                     |
|                                           | Moqhaka (Kroonstad)                                                     | 22  | 10 | 5   | 3   | 4      | 45                          | ANC                                             | Coalition ANC-PAU                                                  |
| Metsimaholo (Deneysville, Sasolburg)      | 16                                                                      | 12  | 12 | 3   | 3   | 46     | Coalition ANC-SACP-F4SD-MCA | Coalition EFF-ANC puis coalition DA minoritaire |                                                                    |
| Ngwathe (Parys, Vredefort)                | 21                                                                      | 7   | 5  | 3   | 1   | 37     | ANC                         | ANC                                             |                                                                    |
| Mafube (Frankfort)                        | 10                                                                      | 2   | 3  | 2   | 0   | 17     | ANC                         | ANC                                             |                                                                    |
| Lejweleputswa                             | Lejweleputswa                                                           |     |    |     |     |        |                             | ANC                                             | ANC                                                                |
|                                           | Matjhabeng (Welkom, Ventersburg, Odendaalsrus)                          | 39  | 16 | 9   | 2   | 6      | 72                          | ANC                                             | ANC                                                                |
| Nala (Bothaville)                         | 12                                                                      | 2   | 6  | 2   | 2   | 24     | ANC                         | ANC minoritaire                                 |                                                                    |
| Masilonyana (Winburg, Brandfort)          | 11                                                                      | 4   | 2  | 1   | 1   | 19     | ANC                         | ANC                                             |                                                                    |
| Tokologo (Hertzogville,Boshof)            | 8                                                                       | 2   | 2  | 1   | 0   | 13     | ANC                         | ANC                                             |                                                                    |
| Tswelopele (Hoopstad)                     | 10                                                                      | 3   | 2  | 1   | 1   | 17     | ANC                         | ANC                                             |                                                                    |
| Thabo Mofutsanyana                        | Thabo Mofutsanyana                                                      |     |    |     |     |        |                             | ANC                                             | ANC                                                                |
|                                           | Maluti-a-Phofung (Phuthaditjhaba)                                       | 28  | 5  | 7   | 1   | 29     | 70                          | ANC                                             | Coalition MAP16-EFF-DPSA-ATM-SARKO-AULA-AIC avec soutien DA et FF+ |
| Dihlabeng (Bethlehem, Clarens, Paul Roux) | 23                                                                      | 7   | 4  | 2   | 4   | 40     | ANC                         | ANC                                             |                                                                    |
| Setsoto (Senekal)                         | 17                                                                      | 2   | 3  | 2   | 9   | 33     | ANC                         | ANC                                             |                                                                    |
| Nketoana (Lindley, Petrus Steyn)          | 10                                                                      | 3   | 2  | 2   | 1   | 18     | ANC                         | ANC                                             |                                                                    |
| Mantsopa (Ladybrand)                      | 11                                                                      | 4   | 2  | 0   | 1   | 17     | ANC                         | ANC                                             |                                                                    |
| Phumelela (Vrede)                         | 11                                                                      | 2   | 2  | 1   | 0   | 16     | ANC                         | ANC                                             |                                                                    |
| Xhariep                                   | Xhariep                                                                 |     |    |     |     |        |                             | ANC                                             |                                                                    |
|                                           | Kopanong (Bethulie, Trompsburg, Fauresmith, Springfontein, Philippolis) | 11  | 3  | 2   | 1   | 0      | 17                          | ANC                                             | ANC                                                                |
| Letsemeng (Koffiefontein)                 | 9                                                                       | 2   | 1  | 1   | 0   | 13     | ANC                         | ANC                                             |                                                                    |
| Mohokare (Smithfield, Rouxville)          | 8                                                                       | 1   | 2  | 1   | 1   | 13     | ANC                         | ANC                                             |                                                                    |

### Gauteng

#### Métropoles
Aucun des partis n'a obtenu le contrôle à la majorité absolue des trois métropoles du Gauteng.
| Métropoles                                                                           | Métropoles | Métropoles | Métropoles | Métropoles | Métropoles | Métropoles | Métropoles | Métropoles                            | Métropoles                                                                       |
| Municipalités                                                                        | ActionSA   | ANC        | DA         | EFF        | FF+        | Autres     | Total      | Majorité sortante                     | Nouvelle majorité                                                                |
| ------------------------------------------------------------------------------------ | ---------- | ---------- | ---------- | ---------- | ---------- | ---------- | ---------- | ------------------------------------- | -------------------------------------------------------------------------------- |
| Métropole de Johannesburg                                                            | 44         | 91         | 71         | 29         | 4          | 31         | 270        | Coalition ANC-COPE-AIC-UDM-Al Jama-ah | DA minoritaire soutenue par alliance ACDP-UDM-FF+ et par ActionSA appuyé par EFF |
| Ekurhuleni (Boksburg, Germiston, Benoni, Springs, Alberton, Katlehong, Kempton Park) | 15         | 86         | 65         | 31         | 8          | 19         | 224        | Coalition ANC-AIC-PAC-PA              | DA minoritaire soutenue par ACDP-ActionSA-FF+ appuyé par EFF                     |
| Tshwane (Pretoria, Centurion)                                                        | 19         | 75         | 69         | 23         | 17         | 11         | 214        | Coalition minoritaire DA-ACDP-FF+     | Coalition minoritaire DA-ActionSA-ACDP-FF+                                       |

#### Districts
L'Alliance démocratique a maintenu son contrôle absolu de la municipalité de Midvaal. Le contrôle des cinq autres municipalités reste à déterminer.
| Districts                 | Municipalités locales                                         | ANC | DA | EFF | FF+ | Autres | Total             | Majorité sortante                      | Nouvelle majorité |
| ------------------------- | ------------------------------------------------------------- | --- | -- | --- | --- | ------ | ----------------- | -------------------------------------- | ----------------- |
| Sedibeng                  | Sedibeng                                                      |     |    |     |     |        | 20                | ANC                                    | ANC minoritaire   |
|                           | Emfuleni (Vereeniging, Sebokeng, Sharpeville, Vanderbijlpark) | 38  | 24 | 14  | 6   | 8      | 90                | ANC                                    | ANC               |
| Lesedi (Heidelberg)       | 13                                                            | 5   | 4  | 3   | 1   | 26     | ANC               | ANC minoritaire                        |                   |
| Midvaal                   | 6                                                             | 19  | 2  | 2   | 1   | 30     | DA                | DA                                     |                   |
| West Rand                 | West Rand                                                     |     |    |     |     |        | 44                | ANC                                    | DA minoritaire    |
|                           | Merafong (Fochville, Carletonville)                           | 27  | 9  | 9   | 4   | 6      | 55                | ANC                                    | ANC minoritaire   |
| Mogale City (Krugersdorp) | 31                                                            | 25  | 11 | 6   | 4   | 77     | coalition ANC-IFP | Coalition DA-ACDP-FF+ soutenue par EFF |                   |
| Rand West (Randfontein)   | 32                                                            | 16  | 11 | 3   | 7   | 69     | ANC               | ANC                                    |                   |

### KwaZulu-Natal

#### Métropole
| Municipalité (Chef-lieu) | ANC | DA | EFF | IFP | Autres | Total | Majorité sortante | Nouvelle majorité |
| ------------------------ | --- | -- | --- | --- | ------ | ----- | ----------------- | ----------------- |
| eThekwini (Durban)       | 96  | 58 | 24  | 16  | 28     | 222   | ANC               | Coalition ANC-ABC |

#### Districts
L'ANC a remporté treize des quarante-deux municipalités à la majorité absolue des sièges contre huit à l'IFP et une seule (la première dans la province) à la DA.
| Districts                               | Municipalités (villes principales)   | ANC | DA | EFF | IFP | National Freedom Party | Autres | Total                      | Majorité sortante             | Nouvelle majorité            |
| --------------------------------------- | ------------------------------------ | --- | -- | --- | --- | ---------------------- | ------ | -------------------------- | ----------------------------- | ---------------------------- |
| Amajuba                                 | Amajuba                              |     |    |     |     |                        |        |                            | ANC                           | Coalition IFP-EFF-Team Sugar |
|                                         | Newcastle (Newcastle)                | 22  | 5  | 8   | 18  | 1                      | 13     | 67                         | ANC                           | IFP minoritaire              |
| eMadlangeni (Utrecht)                   | 4                                    | 1   | 1  | 4   | 1   | 0                      | 11     | ANC                        | Coalition IFP-EFF-NFP         |                              |
| Dannhauser                              | 9                                    | 1   | 3  | 8   | 0   | 3                      | 25     | ANC                        | Coalition IFP-EFF minoritaire |                              |
| Harry Gwala                             | Harry Gwala                          |     |    |     |     |                        |        |                            | ANC                           | ANC                          |
|                                         | Umzimkhulu                           | 33  | 1  | 6   | 1   | 0                      | 5      | 43                         | ANC                           | ANC                          |
| Dr Nkosazana Dlamini Zuma               | 16                                   | 3   | 6  | 4   | 0   | 0                      | 29     | ANC                        | ANC                           |                              |
| Ubuhlebezwe                             | 18                                   | 1   | 3  | 2   | 1   | 1                      | 27     | ANC                        | ANC                           |                              |
| Greater Kokstad (Kokstad)               | 12                                   | 2   | 4  | 0   | 0   | 1                      | 19     | ANC                        | ANC                           |                              |
| iLembe                                  | iLembe                               |     |    |     |     |                        |        |                            | ANC                           | ANC                          |
|                                         | KwaDukuza (Stanger)                  | 29  | 9  | 4   | 4   | 0                      | 13     | 59                         | ANC                           | ANC-AIC-ATM                  |
| Mandeni                                 | 19                                   | 1   | 4  | 10  | 0   | 1                      | 35     | ANC                        | ANC                           |                              |
| Maphumulo                               | 11                                   | 0   | 1  | 10  | 0   | 1                      | 23     | ANC                        | IFP minoritaire               |                              |
| Ndwedwe                                 | 19                                   | 1   | 4  | 11  | 0   | 2                      | 37     | ANC                        | ANC                           |                              |
| Ugu                                     | Ugu                                  |     |    |     |     |                        |        | 35                         | ANC                           | ANC                          |
|                                         | Ray Nkonyeni (Port Shepstone)        | 37  | 14 | 7   | 8   | 0                      | 5      | 71                         | ANC                           | ANC                          |
| Umzumbe                                 | 21                                   | 0   | 2  | 14  | 0   | 2                      | 39     | ANC                        | ANC                           |                              |
| uMdoni                                  | 17                                   | 7   | 5  | 5   | 0   | 3                      | 37     | ANC                        | ANC                           |                              |
| uMuziwabantu                            | 10                                   | 1   | 1  | 5   | 0   | 3                      | 20     | ANC                        | ANC                           |                              |
| uMgungundlovu                           | uMgungundlovu                        |     |    |     |     |                        |        |                            | ANC                           | ANC                          |
|                                         | uMngeni (Howick)                     | 10  | 13 | 2   | 0   | 0                      | 0      | 25                         | ANC                           | DA                           |
| Msunduzi (Pietermaritzburg)             | 40                                   | 16  | 10 | 8   | 0   | 6                      | 80     | ANC                        | ANC                           |                              |
| Mkhambathini                            | 9                                    | 1   | 2  | 2   | 0   | 0                      | 14     | ANC                        | ANC                           |                              |
| uMshwathi                               | 16                                   | 2   | 3  | 4   | 0   | 2                      | 27     | ANC                        | ANC                           |                              |
| Richmond (Richmond)                     | 9                                    | 1   | 2  | 1   | 0   | 1                      | 14     | ANC                        | ANC                           |                              |
| iMpendle                                | 6                                    | 0   | 2  | 2   | 0   | 0                      | 10     | ANC                        | ANC                           |                              |
| Mpofana                                 | 7                                    | 1   | 1  | 1   | 0   | 0                      | 10     | ANC                        | ANC                           |                              |
| uMkhanyakude                            | uMkhanyakude                         |     |    |     |     |                        |        |                            | ANC                           | ANC                          |
|                                         | Jozini                               | 24  | 0  | 2   | 16  | 0                      | 3      | 40                         | IFP                           | IFP                          |
| Mtubatuba                               | 16                                   | 1   | 4  | 19  | 1   | 3                      | 40     | IFP                        | IFP minoritaire               |                              |
| uMhlabuyalingana                        | 18                                   | 1   | 2  | 15  | 1   | 2                      | 39     | ANC                        | IFP minoritaire               |                              |
| Big Five Hlabisa (Hluhluwe)             | 9                                    | 0   | 1  | 15  | 1   | 0                      | 25     | IFP                        | IFP                           |                              |
| uMzinyathi                              | uMzinyathi                           |     |    |     |     |                        |        |                            | IFP                           | IFP                          |
|                                         | Endumeni (Dundee)                    | 5   | 2  | 0   | 5   | 0                      | 1      | 13                         | IFP                           | IFP                          |
| Nqutu                                   | 14                                   | 0   | 1  | 19  | 0   | 3                      | 37     | IFP                        | IFP                           |                              |
| Msinga                                  | 11                                   | 0   | 1  | 27  | 0   | 2                      | 41     | IFP                        | IFP                           |                              |
| uMvoti (Greytown)                       | 10                                   | 1   | 0  | 9   | 0   | 7                      | 27     | ANC                        | IFP minoritaire               |                              |
| uThukela                                | uThukela                             |     |    |     |     |                        |        |                            | ANC                           | IFP minoritaire              |
|                                         | Alfred Duma (Ladysmith)              | 28  | 3  | 5   | 33  | 1                      | 3      | 72                         | ANC                           | IFP                          |
| Okhahlamba                              | 8                                    | 1   | 2  | 9   | 2   | 7                      | 29     | ANC                        | Coalition IFP-Apemo           |                              |
| Inkosi Langalibalele (Weenen, Estcourt) | 17                                   | 3   | 2  | 21  | 3   | 0                      | 46     | Coalition ANC-Indépendants | IFP                           |                              |
| Zululand                                | Zululand                             |     |    |     |     |                        |        |                            | IFP                           | IFP                          |
|                                         | eDumbe (Paulpietersburg)             | 5   | 1  | 1   | 5   | 6                      | 1      | 19                         | ANC                           | Coalition NFP-ANC            |
| UPhongolo                               | 10                                   | 1   | 1  | 15  | 2   | 0                      | 29     | ANC                        | IFP                           |                              |
| Abaqulusi (Vryheid)                     | 14                                   | 2   | 3  | 21  | 4   | 1                      | 45     | IFP                        | IFP                           |                              |
| Nongoma                                 | 8                                    | 0   | 2  | 21  | 13  | 1                      | 45     | IFP                        | IFP                           |                              |
| Ulundi                                  | 5                                    | 1   | 2  | 32  | 7   | 0                      | 47     | IFP                        | IFP                           |                              |
| King Cetshwayo                          | King Cetshwayo                       |     |    |     |     |                        |        |                            | ANC                           | IFP                          |
|                                         | uMhlathuze (Richards Bay, Empangeni) | 27  | 8  | 6   | 23  | 1                      | 2      | 67                         | ANC                           | Coalition IFP-DA-EFF         |
| uMfolozi                                | 13                                   | 0   | 3  | 18  | 1   | 0                      | 35     | ANC                        | IFP                           |                              |
| uMlalazi (Eshowe)                       | 18                                   | 1   | 4  | 30  | 1   | 1                      | 55     | ANC                        | IFP                           |                              |
| Mthonjaneni                             | 10                                   | 0   | 1  | 12  | 1   | 1                      | 25     | IFP                        | IFP                           |                              |
| Nkandla                                 | 10                                   | 0   | 1  | 16  | 0   | 0                      | 27     | IFP                        | IFP                           |                              |

### Limpopo
L'ANC a remporté vingt et une des vingt-trois municipalités locales à la majorité absolue des sièges.
| Districts                                       | Municipalités (villes principales)                | ANC | DA | EFF | Autres | Total      | Majorité sortante                                     | Nouvelle majorité |
| ----------------------------------------------- | ------------------------------------------------- | --- | -- | --- | ------ | ---------- | ----------------------------------------------------- | ----------------- |
| Capricorn                                       | Capricorn                                         |     |    |     |        |            | ANC                                                   | ANC               |
|                                                 | Blouberg                                          | 33  | 1  | 7   | 3      | 44         | ANC                                                   | ANC               |
| Lepele-Nkumpi                                   | 40                                                | 2   | 12 | 6   | 60     | ANC        | ANC                                                   |                   |
| Polokwane (Pietersburg)                         | 56                                                | 7   | 21 | 6   | 90     | ANC        | ANC                                                   |                   |
| Molemole                                        | 22                                                | 1   | 6  | 3   | 32     | ANC        | ANC                                                   |                   |
| Mopani                                          | Mopani                                            |     |    |     |        |            | ANC                                                   | ANC               |
|                                                 | Ba-Phalaborwa (Phalaborwa, Leydsdorp, Gravelotte) | 24  | 4  | 5   | 4      | 37         | ANC                                                   | ANC               |
| Greater Giyani (Giyani)                         | 47                                                | 1   | 5  | 7   | 62     | ANC        | ANC                                                   |                   |
| Greater Letaba                                  | 47                                                | 1   | 8  | 4   | 60     | ANC        | ANC                                                   |                   |
| Greater Tzaneen (Tzaneen)                       | 51                                                | 5   | 9  | 4   | 69     | ANC        | ANC                                                   |                   |
| Maruleng (Hoedspruit)                           | 15                                                | 2   | 4  | 6   | 27     | ANC        | ANC                                                   |                   |
| Sekhukhune                                      | Sekhukhune                                        |     |    |     |        |            | ANC                                                   | ANC               |
|                                                 | Elias Motsoaledi                                  | 36  | 4  | 14  | 7      | 61         | ANC                                                   | ANC               |
| Ephraim Mogale                                  | 19                                                | 2   | 7  | 4   | 32     | ANC        | ANC                                                   |                   |
| Fetakgomo Tubatse (Ohrigstad)                   | 54                                                | 2   | 14 | 7   | 77     | ANC        | ANC                                                   |                   |
| Makhuduthamaga                                  | 40                                                | 1   | 15 | 5   | 62     | ANC        | ANC                                                   |                   |
| Vhembe                                          | Vhembe                                            |     |    |     |        |            | ANC                                                   | ANC               |
|                                                 | Makhado (Louis Trichardt)                         | 62  | 5  | 2   | 4      | 75         | ANC                                                   | ANC               |
| Musina (Messina)                                | 19                                                | 2   | 2  | 1   | 24     | ANC        | ANC                                                   |                   |
| Thulamela (Thohoyandou)                         | 71                                                | 2   | 4  | 4   | 81     | ANC        | ANC                                                   |                   |
| Collins Chabane (Malamulele)                    | 55                                                | 1   | 7  | 8   | 71     | ANC        | ANC                                                   |                   |
| Waterberg                                       | Waterberg                                         |     |    |     |        |            | ANC                                                   | ANC               |
|                                                 | Bela-Bela (Warm Baths)                            | 10  | 3  | 2   | 2      | 17         | ANC                                                   | ANC               |
| Lephalale (Ellisras)                            | 19                                                | 3   | 3  | 4   | 29     | ANC        | ANC                                                   |                   |
| Mogalakwena (Potgietersrus)                     | 42                                                | 5   | 13 | 4   | 64     | ANC        | ANC                                                   |                   |
| Modimolle-Mookgophong (Nylstroom, Naboomspruit) | 14                                                | 7   | 4  | 3   | 28     | DA-VF+     | DA-FF+ minoritaire avec soutien EFF et tirage au sort |                   |
| Thabazimbi (Thabazimbi)                         | 11                                                | 4   | 2  | 6   | 23     | DA-FF+-TRA | Coalition DA-TRA-TFSD-FF+ avec soutien EFF            |                   |

### Mpumalanga
L'ANC a remporté quatorze des dix-sept municipalités locales à la majorité absolue des sièges.
| Districts                                | Municipalités                                           | ANC | DA | EFF | FF+ | Autres | Total | Majorité sortante                              | Nouvelle majorité |
| ---------------------------------------- | ------------------------------------------------------- | --- | -- | --- | --- | ------ | ----- | ---------------------------------------------- | ----------------- |
| Ehlanzeni                                | Ehlanzeni                                               |     |    |     |     |        |       | ANC                                            | ANC               |
|                                          | Thaba Chweu (Lydenburg, Sabie, Graskop, Pilgrim's Rest) | 16  | 6  | 3   | 1   | 1      | 27    | ANC                                            | ANC               |
| Nkomazi (Malelane, Komatipoort)          | 50                                                      | 4   | 9  | 1   | 1   | 65     | ANC   | ANC                                            |                   |
| Bushbuckridge                            | 53                                                      | 2   | 8  | 0   | 13  | 76     | ANC   | ANC                                            |                   |
| Mbombela (Nelspruit)                     | 59                                                      | 12  | 14 | 3   | 2   | 90     | ANC   | ANC                                            |                   |
| Gert Sibande                             | Gert Sibande                                            |     |    |     |     |        |       | ANC                                            | ANC               |
|                                          | Albert Luthuli                                          | 38  | 1  | 8   | 0   | 0      | 49    | ANC                                            | ANC               |
| Msukaligwa                               | 24                                                      | 4   | 7  | 2   | 2   | 38     | ANC   | ANC                                            |                   |
| Mkhondo (Piet Retief)                    | 21                                                      | 4   | 7  | 1   | 5   | 38     | ANC   | Coalition Indépendants-divers avec soutien EFF |                   |
| Pixley ka Seme (Volksrust, Wakkerstroom) | 13                                                      | 2   | 3  | 0   | 3   | 21     | ANC   | ANC                                            |                   |
| Lekwa (Standerton,Morgenzon)             | 13                                                      | 4   | 3  | 3   | 7   | 30     | ANC   | Coalition minoritaire LCM-EFF                  |                   |
| Dipaleseng                               | 8                                                       | 1   | 2  | 1   | 0   | 12     | ANC   | ANC                                            |                   |
| Govan Mbeki (Secunda, Bethal)            | 26                                                      | 17  | 13 | 3   | 4   | 63     | ANC   | ANC minoritaire                                |                   |
| Nkangala                                 | Nkangala                                                |     |    |     |     |        |       | ANC                                            | ANC               |
|                                          | Victor Khanye (Delmas)                                  | 9   | 3  | 1   | 1   | 3      | 17    | ANC                                            | ANC               |
| Emalahleni (Witbank)                     | 35                                                      | 13  | 14 | 4   | 2   | 68     | ANC   | ANC                                            |                   |
| Steve Tshwete (Middelburg)               | 21                                                      | 17  | 9  | 3   | 8   | 58     | ANC   | ANC minoritaire                                |                   |
| Emakhazeni (Dullstroom, Machadodorp)     | 10                                                      | 2   | 3  | 0   | 0   | 15     | ANC   | ANC                                            |                   |
| Thembisile Hani                          | 40                                                      | 4   | 12 | 0   | 8   | 64     | ANC   | ANC                                            |                   |
| Dr JS Moroka                             | 39                                                      | 3   | 10 | 0   | 9   | 62     | ANC   | ANC                                            |                   |

### Nord-Ouest
L'ANC a remporté quinze des dix-huit municipalités locales à la majorité absolue des sièges.
| Districts                             | Municipalités (villes principales) | ANC | DA | EFF | FF+ | Forum for Service Delivery (F4SD) | Autres | Total                 | Majorité sortante                    | Nouvelle majorité |
| ------------------------------------- | ---------------------------------- | --- | -- | --- | --- | --------------------------------- | ------ | --------------------- | ------------------------------------ | ----------------- |
| Bojanala                              | Bojanala                           |     |    |     |     |                                   |        |                       | ANC                                  | ANC               |
|                                       | Kgetlengrivier                     | 7   | 1  | 2   | 2   | 0                                 | 1      | 13                    | ANC                                  | ANC               |
| Madibeng                              | 44                                 | 12  | 14 | 4   | 1   | 7                                 | 81     | ANC                   | ANC                                  |                   |
| Moretele                              | 34                                 | 2   | 9  | 0   | 2   | 5                                 | 52     | ANC                   | ANC                                  |                   |
| Moses Kotane (Sun City)               | 46                                 | 2   | 13 | 0   | 1   | 7                                 | 69     | ANC                   | ANC                                  |                   |
| Rustenburg (Rustenburg)               | 43                                 | 13  | 17 | 3   | 1   | 11                                | 89     | Coalition ANC-AIC-BCM | Coalition ANC-AIC-Arona-Indépendants |                   |
| Dr Kenneth Kaunda                     | Dr Kenneth Kaunda                  |     |    |     |     |                                   |        |                       | ANC                                  | ANC               |
|                                       | Matlosana (Klerksdorp)             | 40  | 16 | 9   | 7   | 2                                 | 3      | 77                    | ANC                                  | ANC               |
| JB Marks (Potchefstroom, Ventersdorp) | 33                                 | 17  | 6  | 9   | 0   | 2                                 | 67     | ANC                   | ANC minoritaire                      |                   |
| Maquassi Hills                        | 13                                 | 2   | 4  | 1   | 1   | 1                                 | 22     | ANC                   | ANC                                  |                   |
| Dr Ruth Segomotsi Mompati             | Dr Ruth Segomotsi Mompati          | 16  | 1  | 10  | 0   | 0                                 | 3      | 30                    | ANC                                  | EFF minoritaire   |
|                                       | Kagisano-Molopo                    | 20  | 2  | 4   | 0   | 0                                 | 3      | 29                    | ANC                                  | ANC               |
| Greater Taung (Taung)                 | 28                                 | 1   | 11 | 0   | 2   | 6                                 | 48     | ANC                   | ANC                                  |                   |
| Lekwa-Teemane                         | 7                                  | 1   | 4  | 1   | 1   | 0                                 | 14     | ANC                   | ANC                                  |                   |
| Mamusa (Schweizer-Reneke)             | 9                                  | 1   | 4  | 1   | 0   | 1                                 | 16     | ANC                   | ANC                                  |                   |
| Naledi (Vryburg)                      | 10                                 | 3   | 3  | 1   | 0   | 1                                 | 18     | ANC                   | ANC                                  |                   |
| Ngaka Modiri Molema                   | Ngaka Modiri Molema                |     |    |     |     |                                   |        |                       | ANC                                  | ANC               |
|                                       | Ditsobotla (Lichtenburg, Coligny)  | 21  | 6  | 6   | 2   | 2                                 | 3      | 40                    | ANC                                  | ANC               |
| Ramotshere Moiloa                     | 23                                 | 1   | 6  | 1   | 5   | 1                                 | 38     | ANC                   | ANC                                  |                   |
| Ratlou                                | 19                                 | 1   | 3  | 0   | 3   | 1                                 | 27     | ANC                   | ANC                                  |                   |
| Tswaing (Delareyville)                | 19                                 | 4   | 4  | 1   | 0   | 1                                 | 29     | ANC                   | ANC                                  |                   |
| Mafikeng                              | 40                                 | 5   | 17 | 1   | 2   | 5                                 | 69     | ANC                   | ANC                                  |                   |

## Analyse
L'ANC, en tête avec 46 % des voix, conserve le contrôle de la plupart des municipalités bien que son score soit en net recul alors que l'abstention dépasse les 53 %.
Le recul de l'ANC ne bénéficie pas aux principaux partis d'opposition, DA (21 %, soit une baisse de six points) et EFF (10 %, soit une hausse de deux points), mais au nouveau parti ActionSA, dirigé par Herman Mashaba (en). Si l'alliance démocratique (DA) pâtit de son image de parti de la minorité blanche et prospère, les combattants pour la liberté économique (EFF), même s'ils progressent en nombre de voix et de sièges, sont desservis par leur rhétorique radicale et parfois violente.
Outre EFF, ActionSA et l'Inkatha, le parti zoulou bien implanté au KwaZulu-Natal, le front de la liberté est l'un des autres gagnants du scrutin en nombre de voix et de sièges. Ce parti à dominante afrikaner, qui après avoir présenté des candidats coloureds en 2019 et présentait quelques candidats noirs durant ces municipales, fait plus que tripler le nombre de ses sièges par rapport à 2016, en particulier aux dépens de la DA. Tout comme ActionSA, il se retrouve faiseur de rois dans plusieurs municipalités (Tshwane, Johannesburg, Port Elizabeth, Langeberg...).